# Indomita Modena
L'Indomita Modena fu una società pallavolistica femminile di Modena che venne inglobata nel 1953 della società "Luciano Minelli".

## Storia della società
Con la Minelli maschile (fondata nel 1946 per iniziativa del dottor Enzo Leonelli) già stabilmente in Serie A, nel 1953 il circolo sportivo di via Morane inglobò l'Indomita (fondata nel 1950, aveva già militato alcune volte in massima serie) del professor Razzoli, rimasto solo ad allenare la squadra dopo l'uscita del professor Fibbia, che in quell'anno aveva vinto lo scudetto con la neonata Audax. Le due formazioni iniziarono un dualismo che perdurò per un lustro. La Minelli vinse gli scudetti 1954 e 1955. Entrarono a far parte della Nazionale giocatrici come Consoli (31 presenze), Beltrami (8) e Zanasi (3).
Negli anni sessanta, che iniziarono con la scomparsa dell'Audax e la confluenza di staff e giocatrici nella Muratori di Vignola, la Minelli condusse alcuni buoni campionati, terminando in quattro occasioni al secondo posto e perdendo lo scudetto 1965-66 allo spareggio contro la Max Mara Reggio Emilia. Nel 1967-68 risentì della crisi del circolo, e retrocesse in B malgrado il patrocinio della Panini. In quegli anni emergevano altre realtà modenesi come la Fini e la Cabassi; la Minelli trovò ancora spazio in massima serie nel campionato 1972-73, chiuso all'ultimo posto con soli due set all'attivo. Fu il canto del cigno per la squadra, che chiuse l'attività, così come la sezione maschile, nel 1975.

## Palmarès
- Campionato italiano: 2

1954, 1955